# Margarita de Austria (1650-1686)
Margarita de Austria (1650 - Madrid, 1686) fue una religiosa española del siglo XVII, hija de don Juan José de Austria, hijo de Felipe IV.

## Biografía
Nacida muy posiblemente en Nápoles, fruto de los amores de don Juan José de Austria con Rosa Azzolino, sobrina del celebérrimo pintor José de Ribera.
Pasó sus primeros años con el conde de Eril, sumiller de corps y mayordomo mayor de su padre. A instancias de su tía lejana Ana Dorotea de Austria, monja profesa del convento de las Descalzas Reales, fue llevada al mismo donde tomó los hábitos en 1656, pasando en él la mayor parte de su infancia y adolescencia. Profesó el 2 de septiembre de 1666 bajo el nombre de sor Margarita de la Cruz. Este nombre era el mismo tomado por Margarita de Austria (1567-1633), hija del emperador Maximiliano II  en su profesión. Esta última había sido la mentora en el convento de doña Ana Dorotea de Austria (1612-1694), mentora a su vez de la joven Margarita y de su tía segunda Mariana de Austria (1641-1715).
Murió en 1686.